# Ліпці-Реймонтовські (гміна)
Гміна Ліпце-Реймонтовське (пол. Gmina Lipce Reymontowskie) — сільська гміна у центральній Польщі. Належить до Скерневицького повіту Лодзинського воєводства.
Станом на 31 грудня 2011 у гміні проживало 3327 осіб.

## Площа
Згідно з даними за 2007 рік площа гміни становила 42.70 км², у тому числі:
- орні землі: 76.00%
- ліси: 17.00%

Таким чином, площа гміни становить 5.65% площі повіту.

## Населення
Станом на 31 грудня 2011:
| Опис     | Загалом | Загалом | Чоловіки | Чоловіки | Жінки | Жінки |
| -------- | ------- | ------- | -------- | -------- | ----- | ----- |
| одиниця  | осіб    | %       | осіб     | %        | осіб  | %     |
| все      | 3327    | 100     | 1596     | 47.97    | 1731  | 52.03 |
| міське   | 0       | 100     | 0        |          | 0     |       |
| сільське | 3327    | 100     | 1596     | 47.97    | 1731  | 52.03 |

## Сусідні гміни
Гміна Ліпце-Реймонтовське межує з такими гмінами: Ґодзянув, Дмосін, Лишковіце, Макув, Роґув, Слупія.